# Camponotus vinosus
Camponotus vinosus é uma espécie de inseto do gênero Camponotus, pertencente à família Formicidae.